# Іспанська Армада

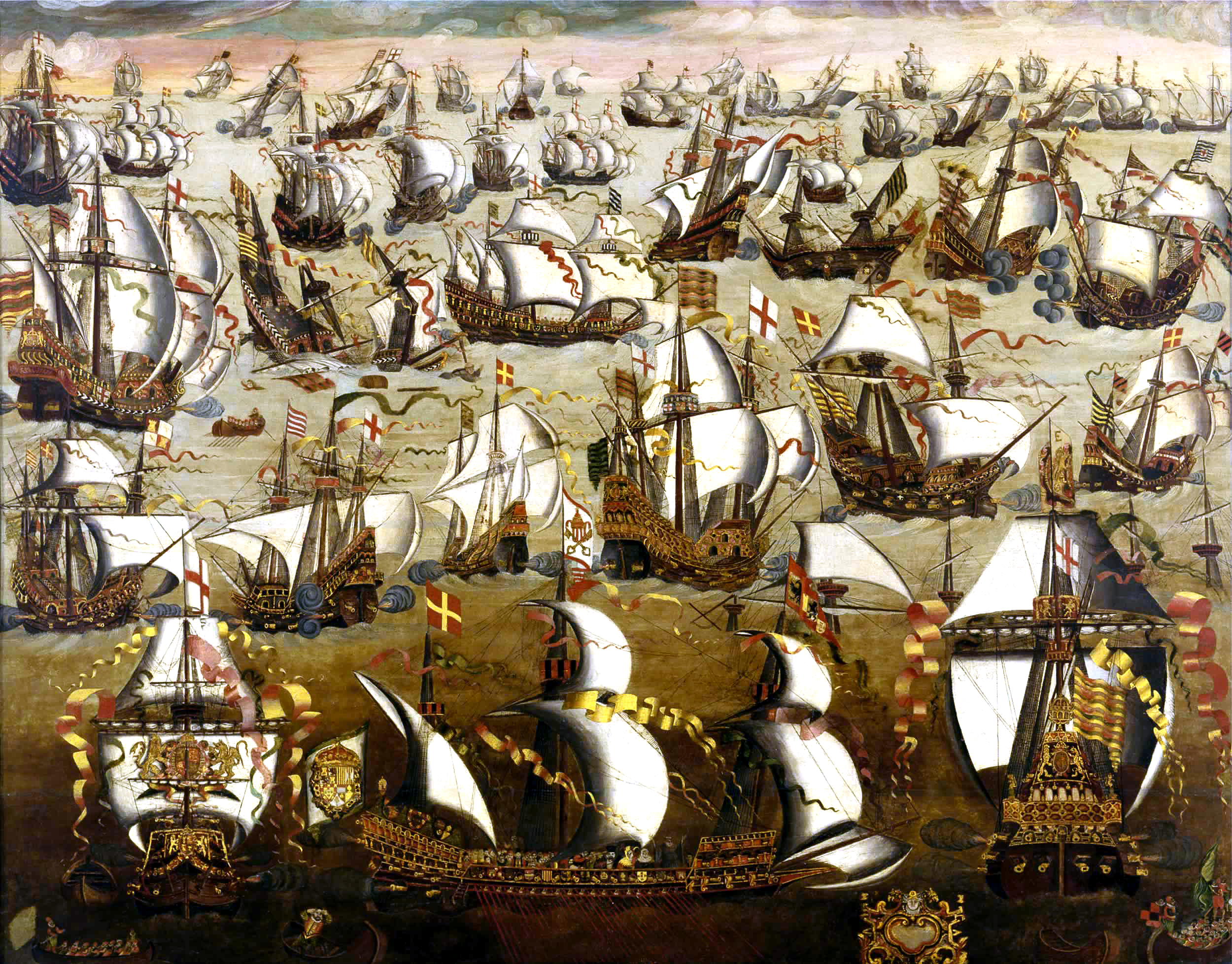
Непереможна Армада

Іспанська Армада, або по-іншому Непереможна Армада (ісп. Armada invencible або «велика і славна армада», ісп. Grande y Felicisima Armada) — великий військовий флот, зібраний Філіпом ІІ Іспанським протягом 1586—1588 років для розгрому англійського флоту і завоювання Англії під час англо-іспанської війни (1587—1604). Флот складався зі 130 кораблів. Відплив з Лісабона в 1588 під командуванням Алонсо Переса де Гусмана, герцога Медіна-Сідонія.
Похід завершився невдачею — Армада програла морські битви англійцям, а негода та шторми довершили розгром іспанського флоту.

## Резюме
Військові дії проти англійського флоту, що складався зі 197 невеликих легких і маневрених кораблів під керівництвом Чарльза Говарда й Френсіса Дрейка почалися у протоці Ла-Манш. У результаті декількох кровопролитних боїв, що тривали більше двох тижнів, іспанський флот зазнав значних втрат, а генеральний бій, що відбувся біля Ґравеліна, довершив розгром. Зазнаючи важких втрат, Армада відступила у відкрите море, але не зуміла перегрупуватися і змушена була піти на північ, відмовившись від планів вторгнення. Причому англійський флот, використовуючи свої переваги в маневреності, докучав їй здалеку, безперешкодно просуваючись вздовж східного узбережжя Англії.
Повернення до Іспанії було важким. Іспанський флот змушений був рухатися через північну Атлантику, вздовж західного узбережжя Ірландії. Але сильні шторми порушили усі плани, і більше 24 кораблів було викинуто на північне і західне узбережжя Ірландії. Ще близько 50 суден не змогли дістатися назад до Іспанії через Атлантику. У результаті зі 130 бойових одиниць іспанського флоту додому повернулося тільки 65 (за іншими даними 67) кораблів, і всього лиш 25 % особового складу.

## Мета операції

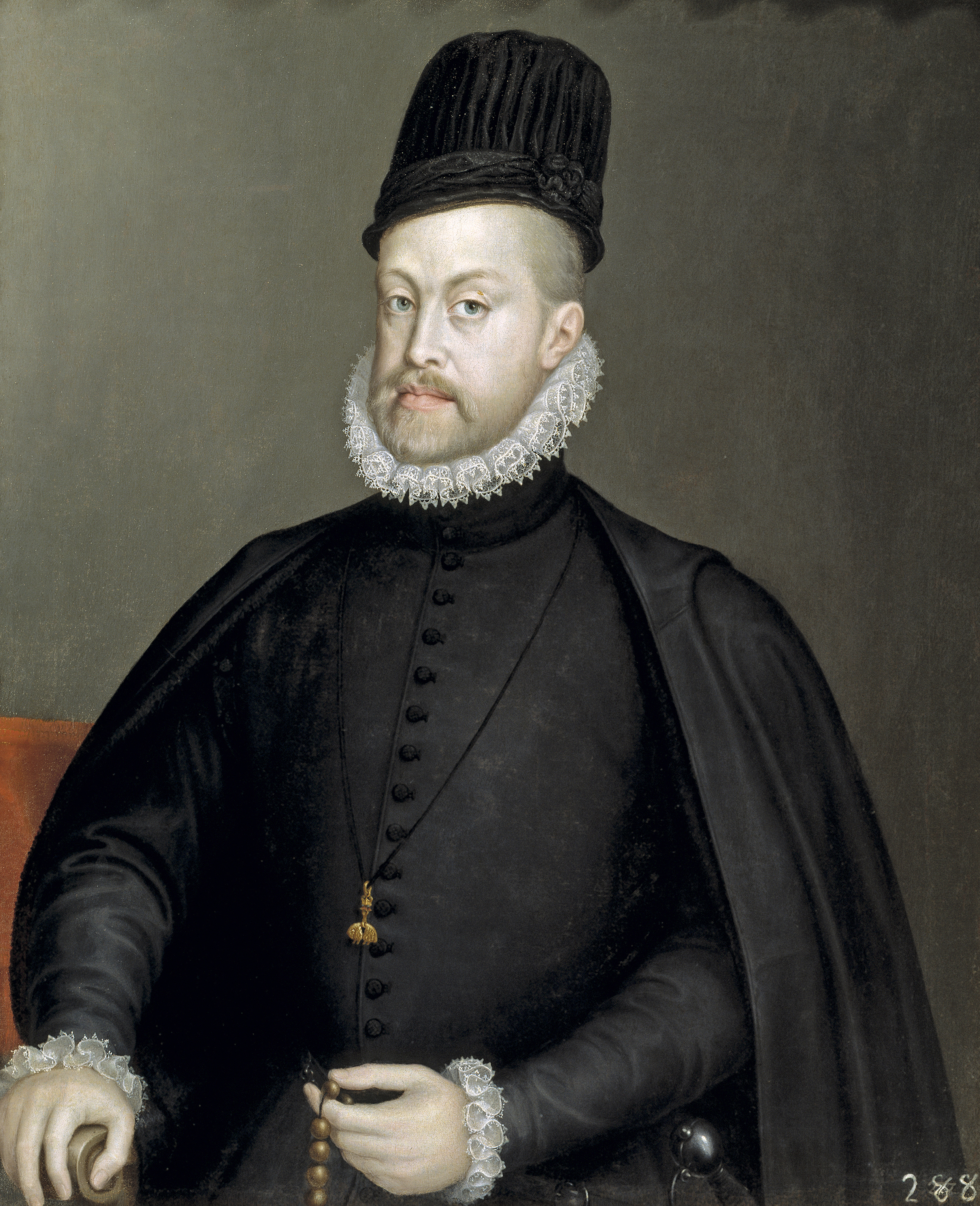
Філіп II Ґабсбурґ, король Іспанії

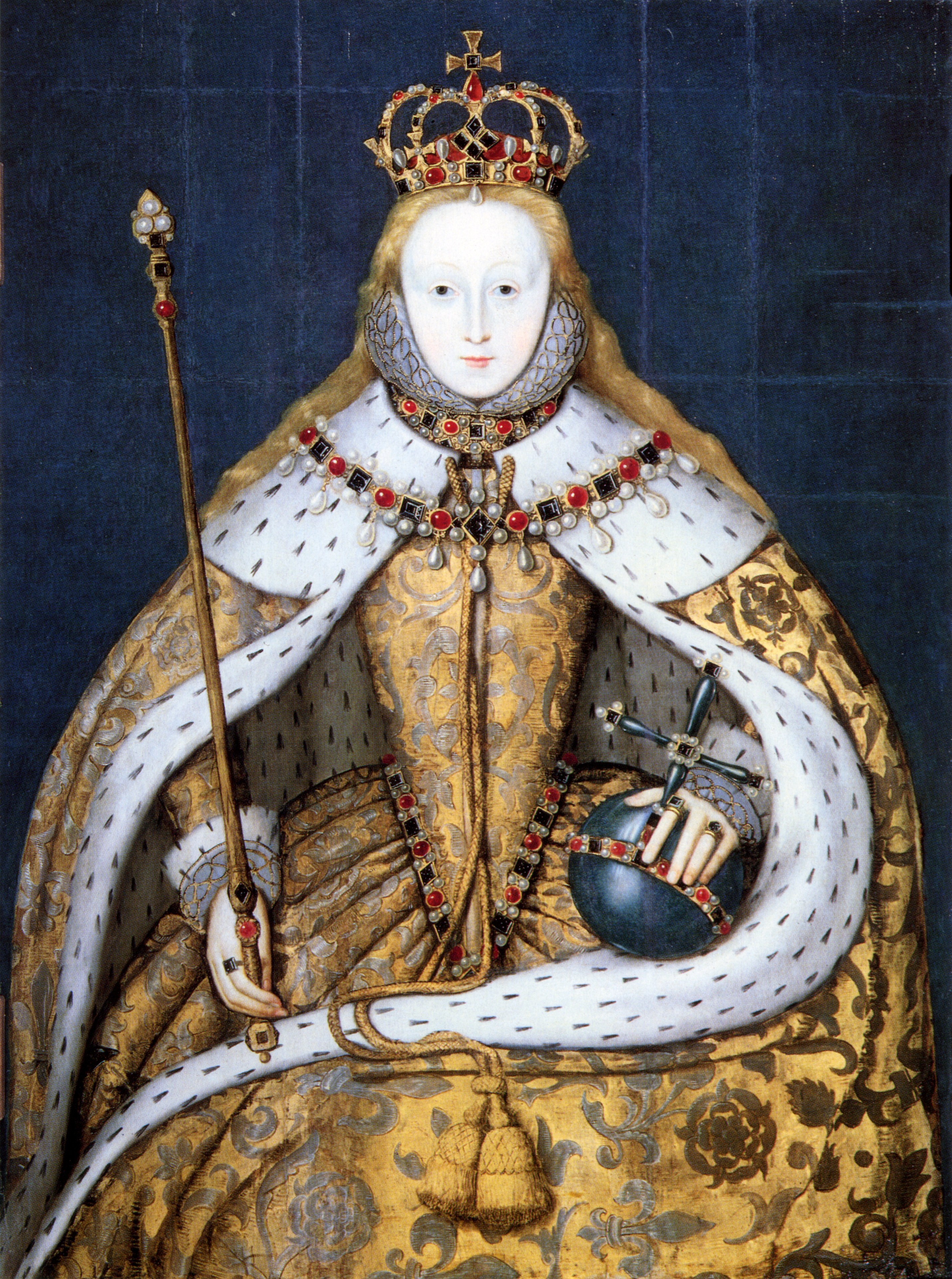
Єлизавета І, королева Англії

Суттєві протиріччя між двома потужними державами визрівали давно — майже одразу після подорожей Христофора Колумба, в результаті яких в Іспанію полилися незчисленні багатства американського континенту. Протягом десятків років англійські флібустьєри грабували й топили іспанські кораблі, що прямували до Іспанії з численних колоній. Нерідко така діяльність відбувалася з благословення англійської корони, що суттєво підривало позиції Іспанії, оскільки забезпечувати супровід торгових суден військовими кораблями було дорого і незручно. Одним з найактивніших піратських ватажків був Френсіс Дрейк, який і відіграв вирішальну роль у розгромі Непереможної Армади.
До того ж, королева Англії Єлизавета I підтримала повстання голландців проти іспанського панування, чим відверто кинула виклик найпотужнішій на той час європейській монархії.
Але крім чисто економічних, були також і релігійні причини. Іспанський монарх Філіп II вважав своїм обов'язком допомогти англійським католикам у їхній боротьбі з протестантами. Тому на суднах Непереможної Армади було майже 180 священиків і духівників. Навіть під час вербування кожен солдат і матрос повинен був висповідатися і причаститися. Про релігійні настрої іспанського короля і його підданих можна судити зі слів видатного єзуїтського діяча того часу Педро де Рібаденейри: «Нас поведе сам Господь Бог, чию справу і найсвятішу віру ми захищаємо, а з таким Капітаном нам нема чого боятися».
Англійці, зі свого боку, теж плекали надію на вирішальну перемогу, яка відкрила б Англії шлях до панування на морях і зламала б монополію Іспанії на торгівлю з Новим світом, а також сприяла б поширенню протестантської думки в Європі.

## Похід

### План походу
Іспанський король віддав наказ Армаді підійти до протоки Ла-Манш і об'єднатися з герцогом Пармським і його 30-тисячною гвардією, розташованою у голландській провінції Фландрія, якою в той час володіла Іспанія. Ці об'єднані сили повинні були перетнути Ла-Манш, висадитися в графстві Ессекс, після чого маршем піти на Лондон. Філіп II розраховував на те, що англійські католики залишать свою королеву-протестантку і перейдуть на його сторону.

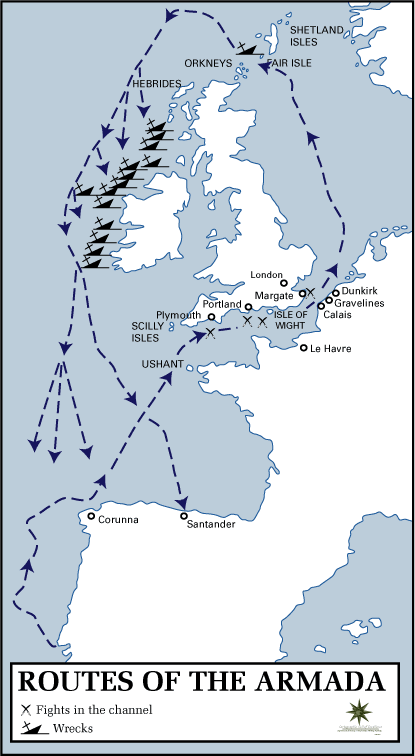
Шлях походу Непереможної Армади

План Філіпа, однак, не був до кінця продуманий. Хоча він і розраховував на Боже провидіння, але не врахував двох найважливіших обставин: міць англійського флоту і мілководдя Ла-Манша, що не дозволило кораблям підійти до берега і взяти на борт війська герцога Парми.
Головним флотоводцем Філіп призначив герцога Алонсо Переса де Гусмана. Хоча герцог не був обізнаний у морехідній справі, зате був умілим організатором, який зумів швидко знайти підхід до досвідчених капітанів. Спільними зусиллями вони створили потужний флот, забезпечили його провізією і оснастили всім необхідним. Вони ретельно розробили систему сигналів, команд і бойового порядку, що об'єднала багатонаціональне військо.

### Організація
До складу флоту входило 130 суден, 2430 гармат, 30 500 осіб особового складу, з них 18 973 солдатів, 8050 матросів, 2088 рабів-веслярів, 1389 офіцерів, дворян, священиків і лікарів. Запаси харчування становили мільйони галет, 600 000 фунтів солоної риби і солонини, 400 000 фунтів рису, 300 000 фунтів сиру, 40 000 галонів оливкової олії, 14 000 бочок вина, 6000 мішків бобів. Боєприпаси: 500 000 зарядів пороху, 124 000 ядер.
Головні сили флоту були розділені на 6 ескадр, названих на честь тогочасних іспанських провінцій: Андалусія (під командуванням Педро де Вальдеса), Біскайя (Хуан Мартінес де Рекальдо), Леванте (Мартін де Бертендона), Кастилія (Дієго Флорес де Вальдес), Гіпускоа (Мігель де Окендо) і Португалія (Алонсо Перес де Гусман) з флагманом флоту галеоном «San Martin».
До складу флоту також входили: 4 неаполітанських галеаси «San Lorenzo», «Zúñiga», «La Girona», «Napolitana» (635 чоловік і 50 гармат на борту) під командуванням Хуго де Монкада, 4 португальських галери (320 осіб, 20 гармат), безліч легких розвідувальних суден і кораблі тилового підкріплення.

### Початок походу
29 травня 1588 Армада вийшла з лісабонської гавані. Але шторм загнав її у порт Ла-Корунья, розташований на північно-західному узбережжі Іспанії. Там іспанцям довелося ремонтувати кораблі і поповнювати запаси провізії. Стурбований нестачею продовольства і хворобами серед моряків, герцог Перес де Гусман відверто написав королю, що сумнівається в успіху всього підприємства. Але Філіп наполягав, щоб його адмірал твердо дотримувався плану. І ось, тільки через два місяці після виходу з лісабонської гавані, величезний і неповороткий флот нарешті добрався до Ла-Маншу.

### Бойові дії
Коли іспанський флот наблизився до південно-західного узбережжя англійського графства Плімут, його вже чекали англійські військові кораблі. У сторін була однакова кількість суден, але вони суттєво відрізнялися за конструкцією. Іспанський флот складався з високобортних суден з безліччю гармат малої далекобійності. З масивними вежами на носі і кормі, вони нагадували плавучі фортеці, добре пристосовані до абордажного бою і штурмової атаки. Кораблі англійців були нижчими, але значно більш швидкісними і маневреними. Крім того, вони були оснащені великою кількістю далекобійних гармат. Англійці розраховували на те, що не будуть близько підходити до супротивника і знищать його на відстані.
Враховуючи велику маневреність і артилерійську силу англійського флоту, іспанський адмірал для кращого захисту розташував свій флот півмісяцем, поставивши по краях найсильніші військові кораблі з далекобійною артилерією. З якого боку не підійшов би противник, Армада могла розвернутися і відбити атаку.
Сторони вели перестрілку по всьому Ла-Маншу і навіть зав'язалися дві невеликі битви. Зайнята іспанцями оборонна позиція виправдала себе: англійцям за допомогою далекобійної зброї так і не вдалося потопити жодного іспанського корабля. Англійські капітани вирішили будь-що порушити стрій ворога і наблизитися до нього на відстань пострілу. І це вдалося їм тільки 7 серпня.
Виконуючи наказ короля, Медіна-Сідонію скерував Армаду назустріч герцогу Парми і його військам. Очікуючи відповіді від Парми, Медіна-Сідонію наказав флоту встати на якір в Кале, біля узбережжя Франції. Скориставшись вразливим становищем іспанських кораблів, що стояли на якорі, англійці направили до Армади вісім брандерів — підпалених човнів з горючими матеріалами та вибухівкою на борту. Більшість іспанських капітанів гарячково намагалися уникнути небезпеки, а потужний вітер і сильна течія понесли їх на північ. Відсутність віднесеної штормом частини Непереможної Армади виявилася вирішальною, оскільки кораблі забрали з собою значну кількість боєприпасів.
Наступного дня на світанку відбувся вирішальний бій, відомий як бій біля Ґравеліна. З досвіду попередніх боїв англійці зрозуміли, що завдати значної шкоди міцним дубовим корпусам іспанських кораблів можна лише з близької відстані. Тому, вправно ухиляючись від нечисленних (через брак боєприпасів) гарматних атак супротивника, англійці обстрілювали іспанські кораблі зблизька. Щонайменше три судна були знищено і багато кораблів отримали ушкодження. Серед них був флагман флоту «San Martin». Оскільки в іспанців не вистачало боєприпасів, вони виявилися безпорадними.
Через сильний шторм англійці призупинили атаки. Вранці наступного дня іспанська Армада, маючи зовсім мало боєприпасів, знову вишикувалася у вигляді півмісяця і приготувалася до бою. Не встигли англійці відкрити вогонь, як сильний вітер і морська течія понесли іспанські кораблі на піщані береги голландської провінції Зеландія. Здавалося, катастрофа неминуча. Проте вітер змінив напрямок і погнав Армаду на північ, подалі від небезпечних берегів. Зворотний шлях до Кале перепиняв англійський флот, а вітри продовжували нести побиті іспанські кораблі на північ. Герцогу Медіна-Сідонію нічого не залишалося, як припинити кампанію, щоб врятувати якомога більше кораблів і матросів. Він вирішив повернутися в Іспанію окружним шляхом, обійшовши Шотландію та Ірландію.

### Повернення додому
Шлях побитої Армади до Іспанії також був важким. Продовольство закінчувалося, бочки протікали, води не вистачало. У ході боїв з англійцями багато кораблів отримали серйозні пошкодження і ледве трималися на плаву. Біля північно-західних берегів Ірландії флот потрапив у двотижневий шторм, під час якого багато суден або пропали безвісти або розбилися на скелях.
У підсумку, 23 вересня перші кораблі Армади після довгих поневірянь досягли Сантандера, міста на півночі Іспанії. Додому повернулося всього лише близько 60 кораблів і біля третини екіпажу, що вийшов з Лісабона. Тисячі людей потонули. Багато померли від ран і хвороб по дорозі додому.

## Промова при Тілбері

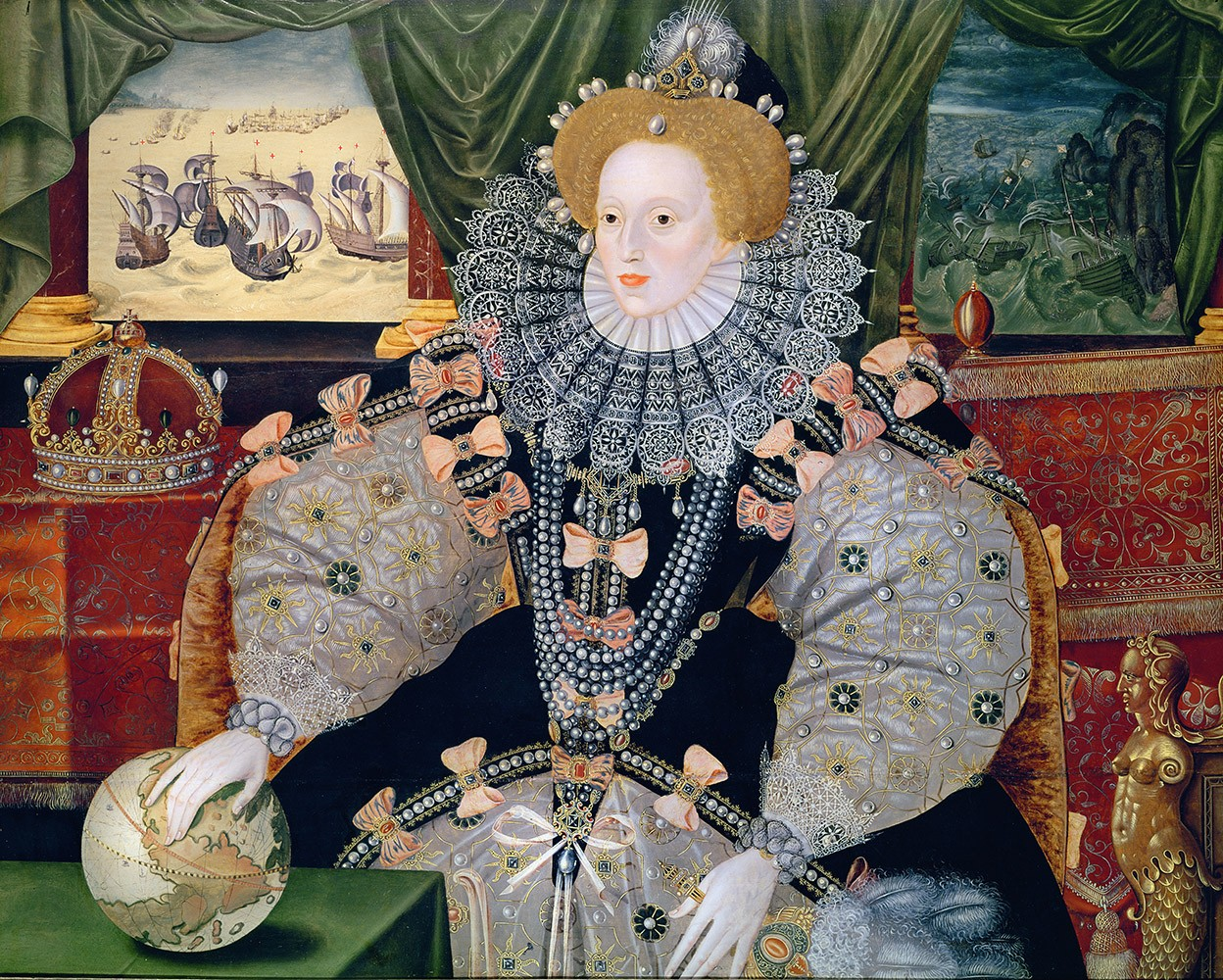
Єлизавета І

8 серпня Єлизавета зібрала в Тілбері, Ессекс, армію на чолі з графом Лестерським для захисту Англії в разі появи католиків з боку гирла Темзи. Одягнена в срібний панцир та білу сукню, верхи на білому коні, королева звернулася до військових з однією зі своїх найвідоміших промов:
 Любі мої піддані, мене попередили, що стояти перед такою численною армією є небезпечно через імовірність зради; але запевняю вас, що я не збираюсь жити з недовірою до свого відданого та люблячого народу… Хоч я маю тіло слабкої та немічної жінки, але я маю мужність короля, і навіть короля Англії, і я зневажаю думку про те, що герцог Парми та король Іспанії, чи будь-який інший князь Європи насмілився б вторгнутися у моє королівство.

## Значення
Поразка Армади стала могутньою пропагандистською перемогою для Єлизавети та протестантської Англії. Англійці вважали свій порятунок знаком Божої прихильності та незламності країни під проводом королеви-діви. Хоча ця перемога була ключовим моментом війни, сама війна тривала ще довго і часто розгорталась на користь Іспанії. Нідерланди залишалися під іспанським контролем, і загроза вторгнення в Англію ще нависала.
Загибель іспанського флоту прискорила закінчення англо-іспанської війни, наблизила звільнення Фландрії від іспанського панування. Іспанія стала здавати домінуючі позиції на морях, поступово поступаючись місцем Англії, яка, в свою чергу, почала перетворюватися на сильну морську державу.
Хоча релігійні війни на цьому не припинилися, поразка Армади вселила впевненість у серця протестантів Північної Європи. Вони вірили, що тріумф над католиками був дарований їм згори.
На честь перемоги в Англії було виготовлено спеціальні медалі, що містили варіації на тему Божого промислу, наприклад «1588. Flavit Jehovah et Dissipati Sunt», тобто «Бог подув і вони розсипались», або «He blew with His winds, and they were scattered», («Він подув своїми вітрами — і вони розсипались»). Міфологізація морської бурі, яка розкидала кораблі Іспанської Армади і суттєво допомогла англійцям, вилилася у те, що її почали називати в Англії Протестантським вітром. Крім того, на честь перемоги над Іспанською Армадою в Англії було виготовлено багато медалей з насмішкуватими варіантами написів. Це були, наприклад, варіації на тему знаменитої фрази Юлія Цезаря Venit, Vidit, Fugit (Прийшов, Побачив і Утік).
Перемога над Іспанською Армадою була проголошена найбільшим військовим успіхом Англії з часів перемоги у битві під Азенкуром.

### Популярні дослідження
- The Confident Hope of a Miracle. The True History of the Spanish Armada, by Neil Hanson, Knopf (2003), ISBN 1-4000-4294-1.
- Holmes, Richard. The Oxford Campanion to Military History. Oxford University Press. 2001. ISBN 978-0-19-860696-3
- From Merciless Invaders: The Defeat of the Spanish Armada, Alexander McKee, Souvenir Press, London, 1963. Second edition, Grafton Books, London, 1988.
- The Spanish Armadas, Winston Graham, Dorset Press, New York, 1972.
- Mariner's Mirror, Geoffrey Parker, 'The Dreadnought Revolution of Tudor England', 82 (1996): pp. 269–300.
- The Spanish Armada, Michael Lewis (1960). First published Batsford, 1960 — republished Pan, 1966
- Armada: A Celebration of the Four Hundredth Anniversary of the Defeat of the Spanish Armada, 1588—1988 (1988) ISBN 0-575-03729-6
- England and the Spanish Armada (1990) ISBN 0-7317-0127-5
- The Enterprise of England (1988) ISBN 0-86299-476-4
- The Return of the Armadas: the Later Years of the Elizabethan War against Spain, 1595—1603, RB Wernham ISBN 0-19-820443-4
- The Voyage of the Armada: The Spanish Story, David Howarth (1981) ISBN 0-00-211575-1
- T.P.Kilfeather Ireland: Graveyard of the Spanish Armada (Anvil Books, 1967)
- Winston Graham The Spanish Armadas (1972; reprint 2001) ISBN 0-14-139020-4
- Historic Bourne etc., J.J. Davies (1909)